# Agent pathogène
Un agent pathogène est un facteur biologique capable d'engendrer une lésion ou de causer une maladie, aussi bien chez les humains que chez les animaux ou chez les plantes. On peut les regrouper en bactéries, virus, parasites et champignons, auxquels on adjoint parfois les prions. 